# Crucificação de Estrasburgo
A Crucificação de Estrasburgo é uma pintura em têmpera e ouro sobre painel de c. 1315 atribuída a Giotto, atualmente no Museu de Belas Artes de Estrasburgo (inventário número 167) de Estrasburgo, França.